# Garcie II de La Barthe
Garcie II de La Barthe est un archevêque d'Auch de 1025 à 1036, mort en 1036.

## Origine
Selon les auteurs de l'Histoire générale de Languedoc, Garcie II serait un membre de la famille des vicomtes de La Barthe et chronologiquement un fils de Mansion Auriol, premier vicomte de la Barthe et cadet de la famille des comtes d'Aure, mais il n'est pas mentionné dans la généalogie que donne Charles Cawley.

## Carrière
On ne sait que peu de choses de son épiscopat. Il fut élu à la mort d'Odon d’Astarac et participa au concile régional de Pampelune en 1032.